# Ajeé Wilson
Ajeé Wilson (née le 8 mai 1994 à Neptune) est une athlète américaine, spécialiste du 800 mètres.

## Biographie
Déjà championne du monde jeunesse en 2011, Ajee Wilson remporte une nouvelle fois le 800 mètres, lors des championnats du monde juniors 2012. Avec un temps de 2 min 00 s 91, elle devance la Britannique Jessica Judd et la Marocaine Manal El Bahraoui. 
Troisième des championnats des États-Unis 2013, elle participe aux championnats du monde de Moscou et se classe sixième de la finale, établissant un nouveau records d'Amérique du Nord, d'Amérique centrale et des Caraïbes junior en 1 min 58 s 21.
En mai 2014, Ajee Wilson remporte la médaille d'or du relais 4 × 800 m lors de la première édition des relais mondiaux, à Nassau aux Bahamas, en compagnie de Chanelle Price, Geena Lara et Brenda Martinez. En juin, à Sacramento, elle devient championne des États-Unis du 800 m en 1 min 58 s 70. En juillet, elle remporte le meeting Herculis de Monaco et porte son record personnel à 1 min 57 s 67.
Le 20 mars 2016, Wilson devient vice-championne du monde en salle lors des championnats du monde en salle de Portland en 2 min 00 s 27.
Le 11 février 2017, à New York, l'athlète bat le record des États-Unis en salle, signant le super chrono d'1 min 58 s 27, également meilleure performance mondiale de l'année. Ce record lui est enlevé car elle est testée positive pour dopage. Néanmoins, elle n'est pas suspendue par l'USADA.
Le 13 août, Ajeé Wilson décroche la médaille de bronze des Championnats du monde de Londres en 1 min 56 s 65, devancée par Caster Semenya (1 min 55 s 17) et la Burundaise Francine Niyonsaba (1 min 55 s 92).
Elle remporte la médaille de bronze des championnats du monde 2019 à Doha derrière Halimah Nakaayi et Raevyn Rogers.

## Palmarès

### International
| Date | Compétition                    | Lieu             | Résultat | Épreuve       | Temps          |
| ---- | ------------------------------ | ---------------- | -------- | ------------- | -------------- |
| 2010 | Championnats du monde juniors  | Moncton          | 5e       | 800 m         | 2 min 4 s 18   |
| 2011 | Championnats du monde cadets   | Lille            | 1re      | 800 m         | 2 min 2 s 64   |
| 2012 | Championnats du monde juniors  | Barcelone        | 1re      | 800 m         | 2 min 0 s 91   |
| 2013 | Championnats du monde          | Moscou           | 5e       | 800 m         | 1 min 58 s 21  |
| 2014 | Relais mondiaux de l'IAAF      | Nassau           | 1re      | 4 × 800 m     | 8 min 1 s 58   |
| 2014 | Coupe continentale             | Marrakech        | 2e       | 800 m         | 2 min 0 s 07   |
| 2015 | Relais mondiaux de l'IAAF      | Nassau           | 1re      | Relais medley | 10 min 36 s 50 |
| 2016 | Championnats du monde en salle | Portland         | 2e       | 800 m         | 2 min 0 s 27   |
| 2017 | Championnats du monde          | Londres          | 3e       | 800 m         | 1 min 56 s 65  |
| 2018 | Championnats du monde en salle | Birmingham       | 2e       | 800 m         | 1 min 58 s 99  |
| 2018 | Championnats NACAC             | Toronto          | 1re      | 800 m         | 1 min 57 s 52  |
| 2018 | Ligue de diamant               | Ligue de diamant | 2e       | 800 m         | 1 min 57 s 86  |
| 2018 | Coupe continentale             | Ostrava          | 2e       | 800 m         | 1 min 57 s 16  |
| 2019 | Ligue de diamant               | Ligue de diamant | 1re      | 800 m         | 2 min 00 s 24  |
| 2019 | Championnats du monde          | Doha             | 3e       | 800 m         | 1 min 58 s 84  |
| 2022 | Championnats du monde en salle | Belgrade         | 1re      | 800 m         | 1 min 59 s 09  |
| 2022 | Championnats NACAC             | Freeport         | 1re      | 800 m         | 1 min 58 s 47  |

### National
- Championnats des États-Unis d'athlétisme
  - vainqueur du 800 m en 2017 et 2019

## Records
| Épreuve    | Épreuve   | Temps              | Lieu       | Date            |
| ---------- | --------- | ------------------ | ---------- | --------------- |
| 800 mètres | Plein air | 1 min 55 s 61 (NR) | Monaco     | 21 juillet 2017 |
| 800 mètres | En salle  | 1 min 58 s 99      | Birmingham | 4 mars 2018     |